# Remigia subaenescens
Remigia subaenescens là một loài bướm đêm trong họ Erebidae.